# Scelio wallacei
Scelio wallacei är en stekelart som beskrevs av Alan Parkhurst Dodd 1920. Scelio wallacei ingår i släktet Scelio och familjen Scelionidae. Inga underarter finns listade i Catalogue of Life.